# Pokémon Sun i Pokémon Moon
Pokémon Sun i Moon (ポケットモンスター サン・ムーン, Poketto Monsutā San - Mūn) són dos videojocs per a la consola Nintendo 3DS. Va ser publicat el 18 de novembre de 2016 al Japó i als Estats Units, i el 23 d'aquest mateix mes a Europa. Van ser anunciats en el Pokémon Direct del dia 26 de febrer de 2016.
Els jocs estan disponibles en japonès, anglès, alemany, espanyol, francès, italià, coreà i, per primera vegada, xinès tradicional i xinès simplificat.
A més, els jocs tenen comptabilitat amb els seus precedents Pokémon Omega Ruby i Alpha Sapphire i Pokémon X i Y. També són compatibles amb el Pokébank.

## Promoció i llançament

### Anunci dels jocs
El llançament dels jocs es va anunciar durant el Pokémon Direct del dia 26 de febrer de 2016, en el qual Tsunekazu Ishihara, president i director executiu de The Pokémon Company, explicava breument els inicis de la franquícia i la seva evolució fins al seu vintè aniversari. També introdueix el tràiler del Pokémon Sun i Pokémon Moon.
Un dia abans del seu anunci oficial, es van filtrar els registres dels noms Pokémon Sun i Pokémon Moon, per aquesta mateixa raó, pàgines com IGN van començar a especular l'existència d'uns nous jocs.

### Tràiler
El primer tràiler del joc va ser exposat durant el Pokémon Direct del dia 26 de febrer, en commemoració del 20 aniversari de The Pokémon Company. El tràiler mostra gent de diferents edats jugant a jocs de Pokémon, i imatges de tots els jocs de Pokémon des de Pokémon Red i Pokémon Blue (els primers de la saga, de l'any 1996) a Pokémon X i Y (els més recents fins a la data, de l'any 2013) acompanyats d'una veu en off que va dient els anys dels seus llançaments en ordre cronològic. Després, s'introdueix el tràiler en anglès de Pokémon Sun i Pokémon Moon, on es poden veure clips del procés creatiu del joc i els logotips d'aquest. Finalment s'anuncien els idiomes disponibles, i que estarien disponibles a finals del 2016.

### Data de llançament
Els jocs es van comercialitzar el 23 de novembre de 2016 a Europa.
El 10 de maig de 2016 es van anunciar les dates de llançament per mitjà d'un vídeo a YouTube, on també s'anunciaven els tres Pokémon inicials de la setena generació: Rowlet, Litten i Popplio.
Com va passar en anteriors generacions, la comercialització dels jocs no és mundial: el joc va arribar a les botigues cinc dies més tard que a la resta de països on es comercialitza el joc. Al Japó, Nord-amèrica i Austràlia va sortir a la venda el 18 de novembre de 2016.

## Una nova regió: Alola
El lloc se situa a Alola, una regió que forma part del món de Pokémon. És un arxipèlag d'illes inspirat en Hawaii. Per aquesta raó l'equip de Game Freak va fer molts viatges a les illes per fer recerca sobre el posicionament geogràfic dels jocs, així ho indica Shigeru Ohmori durant una entrevista a l'esdeveniment E³ de 2016.
La regió d'Alola està formada per quatre illes naturals i una artificial. Cadascuna de les quatre illes principals es troba sota la protecció d'un Pokémon molt especial. Els Tapu, com se'ls anomena a la regió, són venerats pels vilatans, els qui els consideren els esperits guardians de les illes. Els Kahuna, que fan de líders de cada illa, són escollits directament pels Tapu.
Les quatre illes naturals són Melemele, Akala, Ula-Ula i Poni. Cadascuna té un/a kahuna, un/a capità/na i un pokémon Tapu corresponent.

## La RotomDex
La Pokédex és una eina que registra dades sobre els Pokémon que veuen i capturen els entrenadors. A Pokémon Sol i Pokémon Lluna, el professor Kukui et lliura una Pokédex especial: la RotomDex, durant el viatge. A diferència dels anteriors jocs, aquesta Pokédex té un Pokémon incorporat, un Rotom, que es caracteritza per habitar dins d'aparells electrònics com rentadores, ventiladors, etc. Aquesta eina et permet fer fotografies a llocs específics de la regió d'Alola.
La RotomDex et mostra la teva posició actual i t'indica el teu destí. De la mateixa manera, també t'aconsella on dirigir-te a continuació en funció de les converses que has tingut amb altres persones. Segur que t'ofereix la seva ajuda en nombrosos punts de la teva aventura.

## Novetats dels combats

### Nova modalitat de combat: Battle Royale
És una batalla estil "tots contra tots", que es va donar a conèixer en la presentació del joc durant l'Electronic Entertainment Expo (E3).
Als jocs de Pokémon anteriors, a excepció dels combats dobles (introduïts a la tercera generació a Pokémon Ruby i Sapphire) o rotatoris (introduïts a la cinquena generació a Pokémon Black i White), els combats eren entre dos pokémon, però en aquesta modalitat s'enfronten quatre entrenadors amb tres pokémon a l'equip.
Per poder jugar en aquesta modalitat de combat, s'ha d'anar a l'Estadi Royale', situat a l'Avinguda Royale', situats a l'illa d'Akala.

#### Normes Battle Royale
Cada Entrenador escull tres Pokémon i els fa combatre d'un en un. El combat s'acaba al final del torn en el qual els tres Pokémon d'un entrenador s'hagin debilitat.
A continuació, els jugadors reben la seva classificació, i s'anuncia el guanyador depenent del nombre de Pokémon que cadascú hagi debilitat i els que encara segueixin en combat o sense debilitar al final del combat.